# Владово (Грчка)
Владово (грч. Άγρας, Аграс) је насељено место у општини Воден у периферији Средишња Македонија, Грчка. Према попису из 2021. године био је 661 становник.
Према бугарском географу и историчару, Василу Канчову, у Владову је 1900. године живело 740 Словена хришћана. Од сеоског рода Бакарчевци одселио се у Србију почетком 19. века Топал Насто, за кога се говорило да је учествовао у Другом српском устанку и ратовао уз Милоша Обреновића. Надимак Топал је добио по томе што му је топ однео једну ногу. На путу између Владова и Теова је чета ВМОРО 1907. године обесила грчке андартске капетане Антониса Мингаса (Андон Минга) и Телоса Агапиноса Аграса (грчке власти су 1926. назвале село по њему). Њима су 1962. подигнути споменици који су били мета честих напада локалног становништва. Македонски историчар Тодор Симовски, 1998. године наводи да је Владово словенско насеље.